# Sprained Ankle
Sprained Ankle — дебютный альбом американской певицы Жюльен Бейкер, первоначально опубликованный на Bandcamp и позже выпущенный инди-лейблом 6131 Records 23 октября 2015 года. В 2017 году лейбл Matador Records вновь переиздал альбом. Sprained Ankle был записан на SpaceBomb Studios (Ричмонд, Виргиния) во время обучения певицы в университете.
Sprained Ankle был положительно принят критиками. Журналист и обозреватель New York Times Джон Караманика включил альбом в свой список 10 лучших альбомов 2015 года. Музыкальный блог Stereogum поставил альбом на сороковую позицию в списке 50 лучших альбомов 2015 года.

## Создание

### Запись
Альбом был записан в 2014 году во время обучения Бейкер в Государственном университете Мидл Теннесси. По её словам, когда она была первокурсницей, она не знала, чем себя занять, и потому часто оставалась в студии допоздна. При этом записанные песни не соотносились с репертуаром Forrister, панк-рок-группы, в которой она играла, и потому она решила выпустить запись как сольный альбом. При участии её друга, звукоинженера Майкла Хегнера, певица записала на местной студии три песни и затем отвезла полученную демозапись на SpaceBomb Studios, расположенной в Ричмонде, штат Виргиния. Позже все песни, кроме «Vessels» и «Brittle Boned», были записаны на этой студии.
На песни «Something» и «Sprained Ankle» были сняты видео. В первом видео, снятом Бризией Люцией, Жюльен на парковке исполняет акустическую версию песни «Something». Второе видео является видеоклипом на песню «Sprained Ankle», который снял режиссёр Сабин Мейфилд.

### Выпуск
Впервые Sprained Ankle был опубликован певицей на Bandcamp в начале 2015 года. Тогда же Жюльен начала продавать самостоятельно записанные CD-диски с альбомом, а также отправилась в тур и планировала продолжить выступления летом того же года.
Когда видео на «Something» начало распространяться в сети, на певицу обратил внимание инди-лейбл 6131 Records. По словам Шона Рорера, владельца лейбла, он никогда не встречал людей, способных вызывать столь большой отклик у публики с помощью песен. По рекомендации лейбла, альбом был убран с Bandcamp для повторного мастеринга вплоть до официального релиза 23 октября 2015 года. Перед этим в сеть было выложено три песни: «Sprained Ankle», «Brittle Boned» и «Something».
В третий раз альбом был переиздан лейблом Matador Records 17 марта 2017 года после подписания певицы.

## Рецензии
| Оценки критиков      | Оценки критиков |
| Источник             | Оценка          |
| -------------------- | --------------- |
| AllMusic             | [ 12 ]          |
| Clash                | 9/10            |
| Exclaim!             | 9/10            |
| Drowned in Sound     | 8/10            |
| Consequence of Sound | B               |
| Pitchfork            | 7.0/10          |
| Sputnikmusic         | 4.7/5           |

Критики положительно отозвались об альбоме. Многие из них благоприятно оценили минималистический стиль записи (в том числе отсутствие перкуссии) и эмоциальность текстов песен.
Марси Донельсон из AllMusic поставил альбому 4 звезды из 5, выделив тематику песен (среди прочих он отметил расставание, злоупотребление наркотиками, одиночество, физическую и психологическую боль и выносливость) и манеру пения певицы. По его словам, несмотря на то, что запись является студийной, она звучит так, будто была сделана дома. Кэти Пресли из NPR сравнила заглавную песню с альбома с «Science vs. Romance» группы Rilo Kiley. Уилл Батлер, обозреватель журнала Clash, в своём одобрительном обзоре назвал Sprained Ankle «духовным преемником» (англ. spiritual successor) OK Computer Radiohead и Either/Or Эллиота Смита. Он писал, что в отличие от многих музыкантов, которые стараются отгородить себя от личных историй, Жюльен делает свои песни автобиографическими, и потому назвал её честность «совершенством». Мэтт Уильямс из Exclaim! назвал альбом «одной из самых горьких и душераздирающих записей 2015 года» (англ. one of 2015's most heart-rending and poignant records). Он отметил сильный голос певицы, особенно на песнях «Good News» и «Rejoice». Грант Ринднер с сайта Drowned in Sound также выделил «потрясающий» голос Жюльен и отметил, что в её творчестве проявляются черты эмо, а её манеру игры на гитаре сравнил со стилем таких групп, как The Hotelier и Pinegrove. Обозреватель Consequence of Sound Адам Кивель в своём обзоре писал, что благодаря простоте формата альбома Жюльен Бейкер смогла создать «выдающуюся запись» (англ. remarkable record). Лучшими треками он назвал «Brittle Boned» и «Something». Ян Коэн из Pitchfork в своём обзоре писал, что лишь небольшая часть альбома может быть отнесена к фолку, и отметил влияние кумиров Жюльен Бейкер, среди которых обозреватель выделил Дэвида Базана, Аарона Вейса (mewithoutYou) и Бена Гиббарда, на творчество певицы.
Музыкальный блог Stereogum 20 октября 2015 года выбрал Sprained Ankle альбомом недели, а позже включил его в список лучших альбомов года. Журнал Paste включил Sprained Ankle в рубрику «The Best of What's Next» (с англ. — «Лучшее из нового»). Обозреватель New York Times Джон Караманика добавил альбом в свой список лучших альбомов 2015 года, отметив, что голос Бейкер выделяется благодаря «хрупкости и решительности» (англ. Ms. Baker’s voice stood out for its frailty and its determination).

## Список композиций
| №                   | Название            | Длительность |
| ------------------- | ------------------- | ------------ |
| 1.                  | «Blacktop»          | 4:43         |
| 2.                  | «Sprained Ankle»    | 2:22         |
| 3.                  | «Brittle Boned»     | 3:37         |
| 4.                  | «Everybody Does»    | 2:25         |
| 5.                  | «Good News»         | 3:31         |
| 6.                  | «Something»         | 3:52         |
| 7.                  | «Rejoice»           | 3:33         |
| 8.                  | «Vessels»           | 4:26         |
| 9.                  | «Go Home»           | 5:04         |
| Общая длительность: | Общая длительность: | 33:33        |

## Чарты
| Чарт (2016)                  | Высшая позиция |
| ---------------------------- | -------------- |
| Billboard Heatseekers Albums | 23             |

## Участники записи
Данные взяты с AllMusic.
- Жюльен Бейкер — вокал, гитара, пианино, композитор
- Майкл Хегнер — звукоинженер
- Коди Ландерс — звукоинженер
- Джош Бонати — мастеринг
- Джейк Каннингем — обложка